# Monte Cédros
O monte Cédros ou Monte Kedros (em grego: Όρος Κέντρος; romaniz.: Óros Kéntros) é uma montanha na ilha de Creta. Está localizado a sudoeste do maciço Ida com o qual forma os dois flancos do vale Amári. Monte Cédros é cônico e feito de pedra calcária. Sua paisagem é repleta de cânions e falésias de rocha e é quase estéril, com arbustos secos e garrigue sendo as principais formas de vegetação. Em Cédros crescem flores endêmicas ou raras, como tulipas, anemones, ranúnculo-turbante, o jacinto Leopoldia comosa, orquídeas, etc. e oferece condições ideais para a nidificação de falcões, assim como pássaros de rapina maiores, como abutres, águias, e águias de bonelli. Devido à importância de sua fauna e flora, monte Cédros é uma zona da Rede Natura 2000. Parte do trajeto do E4 sobre ao pico mais alto do sítio. Um cinturão de aldeias conhecidas como aldeias de Cédros estão construídas em suas encostas em altitudes que variam entre 400 e 600 m.